# Diacantha bifida
Diacantha bifida es una especie de insecto coleóptero de la familia Chrysomelidae.
Fue descrita científicamente en 1924 por Laboissiere.